# Бегли, Андреа
Андреа Бегли — британская певица, победительница 2 сезона британской версии телешоу «Голос». Из-за глаукомы ещё в детском возрасте у Бегли началась прогрессирующая потеря зрения.

## Биография

### Начало карьеры
Андреа Бегли родилась в Померое, графство Тирон, Северная Ирландия.
В результате глаукомы Андреа Бегли страдает от потери зрения с 6 лет, в настоящее время она на 90 % лишена возможности видеть. Благодаря высоким оценкам в школе по политологии и социологии Андреа стала первым слепым студентом юридического факультета университета Квинс. До появления на шоу британской версии телешоу «Голос» она трудилась на должности социального работника, помогая другим людям с ограниченными способностями.

### The Voice UK
В 2013 году Андреа Бегли приняла участие во втором сезоне шоу британской версии телешоу «Голос», где её наставником стал Дэнни О’Донохью, вокалист группы The Script. В финале Андреа победила, оставив позади Лиа Макфолл, считавшуюся главным претендентом на победу. Победа Андреа вызвала протест со стороны наставника Макфолл will.i.am, который публично выразил своё недовольство и разчарование в выборе голоса Британии. Бегли спокойно отреагировала на скандальные публикации will.i.am, заявив, что понимает его чувства и поддержку к его конкурсантке.
В финале «Голоса» Андреа Бегли исполняла кавер-версию песни «My Immortal» Evanescence, которая после этого была издана в качестве её дебютного сингла сразу же после окончания шоу. В первую неделю выхода эта запись достигла 75 места в хит-параде UK Singles Chart, после продвинулась до 30 позиции.
| Неделя               | Песня                                           | Исполнитель    |
| -------------------- | ----------------------------------------------- | -------------- |
| Слепые прослушивания | «Angel»                                         | Сара Маклахлан |
| Battles              | «People Help the People» (вместе с Элис Барлоу) | Birdy          |
| Knockouts            | «Songbird »                                     | Fleetwood Mac  |
| Live Show 1          | «Ho Hey»                                        | The Lumineers  |
| Live Show 2          | «One of Us»                                     | Джоан Осборн   |
| Финал                | «My Immortal»                                   | Evanescence    |
| Финал                | «Hall of Fame»                                  | The Script     |
| Финал                | «Angel»                                         | Сара Маклахлан |

### Сольный альбом
Летом 2013 года Андреа Бегли участвовала в совместном концерте с Эвелин Гленни в поддержку инвалидов по зрению и слуху. 21 октября 2013 она выпустила свой первый сольный альбом The Message, в который вошли песня «My Immortal», композиция Брюса Спрингстина «Dancing in the Dark», другие кавер-версии и две оригинальные песни. 23 октября альбом попал на 10 место хит-парада BBC The Official Chart, 24 октября альбом вошел в ирландский хит-парад Irish Albums Chart с 61 места, а 27 октября — в основной британский альбомный хит-парад UK Albums Chart с 7 места.
Также в октябре Андреа Бегли выпустила книгу-автобиографию «I Didn’t See That Coming».

## Дискография

### Альбомы
| Название    | Информация                                                                           | Чарты | Чарты | Чарты |
| Название    | Информация                                                                           | UK    | IRE   | SCO   |
| ----------- | ------------------------------------------------------------------------------------ | ----- | ----- | ----- |
| The Message | - Издан: 21 октября 2013 - Лейбл: Universal Music - Формат: цифровая дистрибуция, CD | 7     | 61    | 7     |

### Синглы
| 2013                                            | «My Immortal»         | 30  | 70 | 36 | The Message |
| 2013                                            | «Dancing in the Dark» | 113 | —  | —  | The Message |
| «—» обозначает, что сингл не вошёл в этот чарт. |                       |     |    |    |             |